# پاچاکوتیک (پونو)
پاچاکوتیک (به اسپانیایی: Pachakutiq) یک کوه در پرو است که در Peru, Puno Region واقع شده‌است. پاچاکوتیک ۵٬۰۰۰ متر بالاتر از سطح دریا واقع شده‌است.